# مکنیک فلز (مین)
مکنیک فلز(به انگلیسی: Mechanic Falls) شهری در ایالت مین کشور ایالات متحده آمریکا است که جمعیت آن در سرشماری سال ۲۰۱۰ میلادی، ۲٬۲۳۷ نفر بوده‌است.